# وارمد عمری
وارمد عمری' (انگلیسی: Warmed Omari؛ زادهٔ ۲۳ آوریل ۲۰۰۰) بازیکن فوتبال است.
وی همچنین در تیم ملی فوتبال زیر ۲۱ سال فرانسه بازی کرده‌است.